# Kaffeerahmdeckel

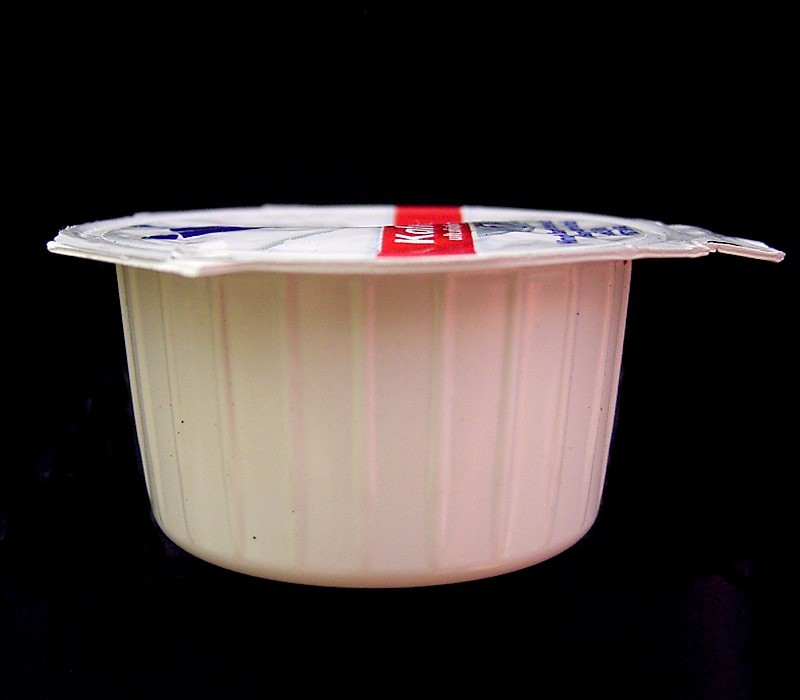
Kaffeerahmdeckel auf einer Kaffeesahneportionspackung

Als Kaffeerahmdeckel (auch Kaffee-Rahm-Deckeli und Kafirahmdeckeli, in Deutschland auch Kaffeesahnedeckel) werden in der Schweiz die Verschlussfolien der Portionspackungen von Kaffeesahne bezeichnet. Kaffeerahmdeckel werden mit zahlreichen Motiven bedruckt und sind beliebte Sammlerobjekte.

## Eigenschaften und Herstellung
Kaffeerahmdeckel haben in der Regel einen Durchmesser von knapp 4 Zentimeter und eine Dicke von 0,03 bis 0,04 Millimeter und verfügen über eine Lasche, auch „Zipfel“ genannt, mit der sich der Deckel vom Kunststoffbecher ablösen lässt. Das Ausgangsmaterial für die Deckel ist ein 0,7 Millimeter dünnes Aluminium-Rohband, welches auf die Banddicke von 0,03 bis 0,04 Millimeter abgewalzt wird. Dieses dünne Band wird dann zuerst lackiert, damit die Druckfarbe gut haftet. Danach wird es im Tiefdruckverfahren mit bis zu acht Farben, je nach Sujet, bedruckt. Die bedruckte Seite wird nicht siegelbeständig überlackiert und auf der unbedruckten Seite wird zusätzlich ein Thermolack aufgebracht. Dieser Thermolack ist das Bindemittel zwischen dem Aludeckel und dem Kunststoffbecher. Der Siegelvorgang vollzieht sich in der Molkerei auf der Abfüllanlage nach dem Formen und Abfüllen des Bechers.

## Entwicklung
Mit dem allgemeinen Trend zu Portionenpackungen wurde um 1970 begonnen, auch Kaffeerahm in tiefgezogenen Portionenbechern, die mit Alu- und Verbundfolien thermoplastisch verschweisst und verschlossen wurden, zu verpacken. Diese Deckeli boten eine augenfällige und wirksame Dekorationsfläche, die im Laufe der Zeit mit verschiedenen Einzelbildern und Motivserien bedruckt wurden. Diese in Mitteleuropa zu beobachtende Entwicklung erhielt in der Schweiz eine besondere Bedeutung, da der dortige Milchmarkt reguliert ist und Wettbewerb nur begrenzt möglich ist. Das beginnende Sammelinteresse wurde von den Herstellern als Weg zur Umsatzsteigerung und zur Vergrößerung des Marktanteils gesehen.

## Motive

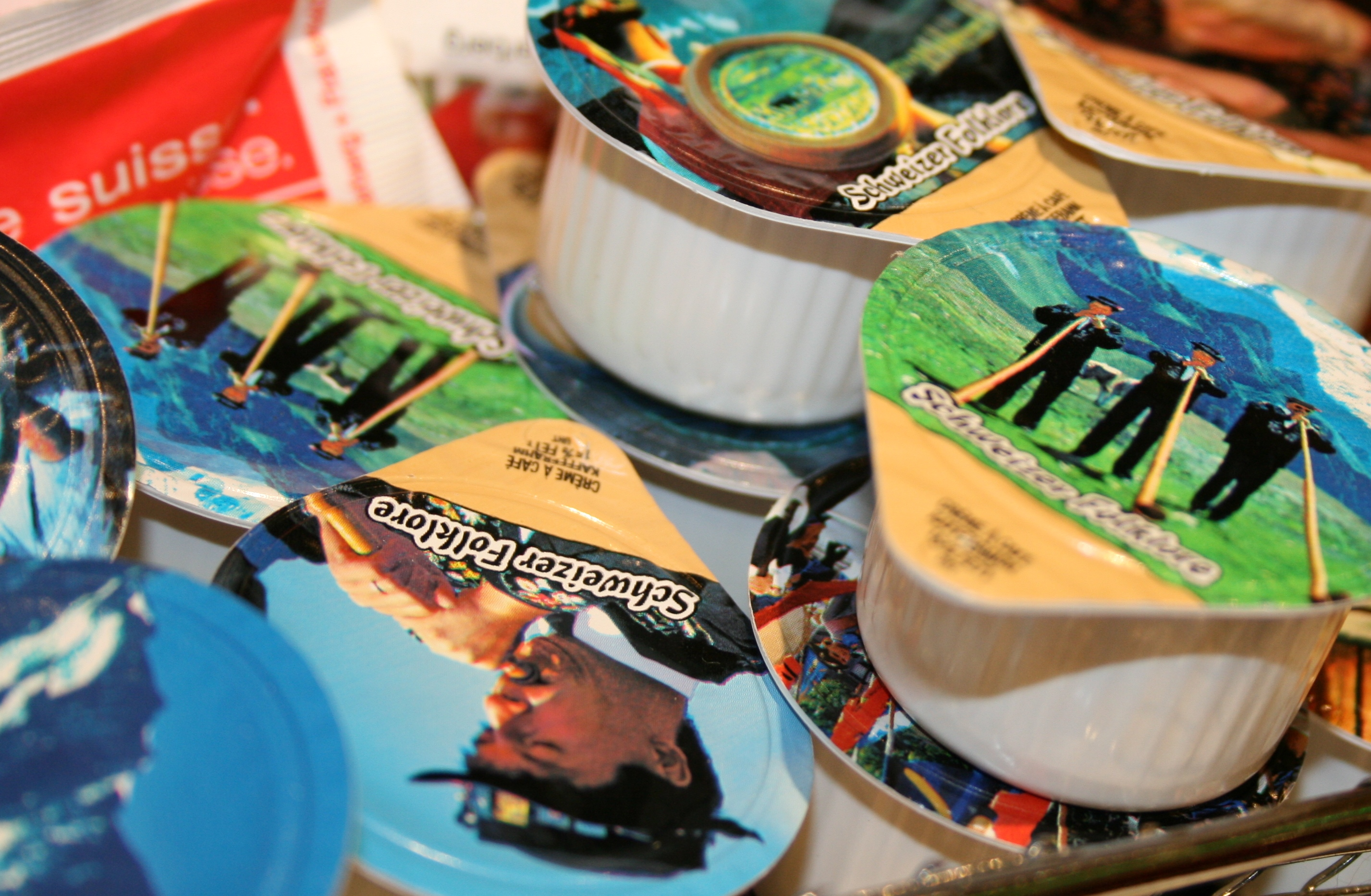
Bedruckte Kaffeerahmdeckel („Schweizer Folklore“)

Kaffeerahmdeckel werden weltweit hergestellt, meist jedoch nur mit festen Motiven, bzw. Werbe/Markenaufdrucken des jeweiligen Herstellers versehen. Im Gegensatz dazu gibt es in der Schweiz jährlich Hunderte von Serien und Einzelmotiven z. B. Blumen, Tiere, Autos, Landschaften, Sehenswürdigkeiten, Flugzeuge, Sport etc. pp. In Deutschland, Österreich und Belgien gibt es ebenfalls vereinzelt thematische Serien.

## Sammeln

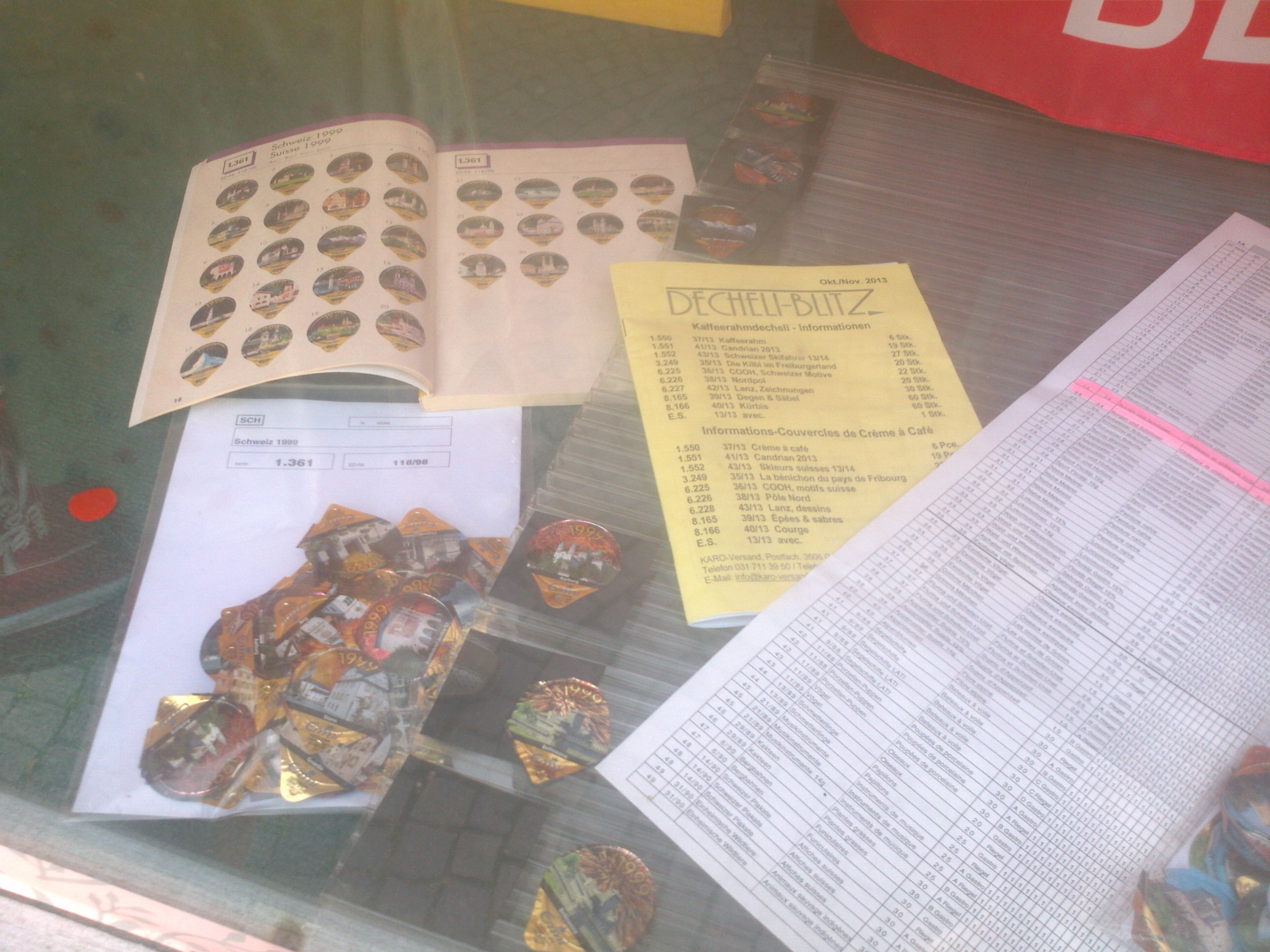
Auslage in einem Bellenzer Kaffeerahmdeckelsammelfachgeschäft

Das Zentrum des Kaffeerahmdeckelsammelns („Dechele“) ist die Schweiz, wo die Anzahl der Sammler („Decheler“) auf rund 30'000 geschätzt wird. Regelmässig finden dort auch Tauschbörsen für sogenannte „Deckelis“ statt, für die sich auch die Abkürzung KRD entwickelte. Daneben gibt es in Belgien, Deutschland, Frankreich und Österreich eine nennenswerte Sammlerszene.
Erste vereinzelte Sammler gab es in der Schweiz schon in den 1960er Jahren. In größerem Maße begann das Sammeln in den späten siebziger Jahren, als die wechselnden Bilder die Aufmerksamkeit der Kaffeetrinkenden weckten und die erste Serie mit 30 Motiven erschien. 1983 wurde der erste diesbezügliche Zeitungsartikel veröffentlicht, ab 1989 begann der Sammlerboom. 1990 erschien dann der erste Deckelikatalog (schwarz/weiß bedruckte Blätter zum Einkleben) bei der ED Emmentaler Druck AG in Zusammenarbeit mit Marietta Freitag, langjährige Vorsitzende des 1986 gegründeten Clubs Kaffee-Doppelcrème. Der erste Käppeli-Band für die Jahre 1968 bis 1994 erschien 1995 und die Bände werden auch „Deckeli-Bibel“ genannt. 1998 flog ein Fälscherring auf und 2000 tauchten erneut Fälschungen als „rare Serien“ auf. Manchmal kommen Folien direkt nach dem Druck in den Umlauf, welche aber eher einen geringeren Wert haben. Besonders rar ist die Burra-Werbeserie „Blick“ aus dem Jahre 1979, welche wegen damals verbotener, sogenannter „artfremder Werbung“ aus dem Verkehr gezogen wurde. Diese Ausgabe erreicht unter Sammlern fünfstellige Frankenbeträge. Die erste reguläre Werbeserie kam 1995 auf den Markt.
1993 wurde der Verein für Kaffeesahnedeckelsammler Deutschland gegründet.

## Medien und weiterführende Literatur
- VOX, Sendung "Spiegel TV Special" vom 10. Mai 2003: "Vom Bugatti bis zum Bierdeckel. Die Welt der Trödler und Sammler" Spiegelartikel
- 3sat, Sendung "schweizweit" vom 4. Januar 2004: "Kaffeerahm-Deckeli" als Objekt der Begierde

Schweiz
- Waltraut Bellwald: Kaffeerahmdeckelisammeln oder die Faszination des Nutzlosen. In: Schweizerische Gesellschaft für Volkskunde (Hrsg.): Schweizerisches Archiv für Volkskunde, Band 92, 1996, S. 199–220 (Online)
- Thomas Käppeli: Schweizer Kafferahmdeckeli-Katalog 2008. 18. Jahrgang
- Thomas Käppeli: Schweizer Kafferahmdeckeli Katalog. Catalogue suisse des opercules de crème à café. Band 1: 1995 (1968–1994) – Band 7: 2007 (2005–2006), seitdem Ring-Sammelordner mit Einzelblättern zum Einlegen.
- Decheli-Blitz. Kaffeerahmdeckeli-Informationen. Informations-couvercles de créme à café., monatliches Magazin seit 1999

Europa
- Friedl Wolaskowitz (Vorarlberg): Kafferahmdeckel-Katalog Europa 1999. mit Nachträgen bis 2011

Welt
- KRD aus aller Welt. Katalog zu 12 außer-europäischen Ländern ohne USA, Kanada und Japan
- Kaffeerahmdeckel – Katalog 2007. Japanische Einzelstücke